# Giuseppe Fini
Giuseppe Fini (Taglio di Po, 1º marzo 1949) è un politico italiano.

## Biografia
Giuseppe Fini ha ricoperto la carica di presidente dell'Associazione del Commercio, Turismo, servizi della PMI (Ascom) di Rovigo dal 1996 al 1999 e successivamente il ruolo di presidente dell'Azienda Speciale per i Mercati Ortofrutticoli di Lusia e Rosolina (C.C.I.A.A. di Rovigo).
Ha ricoperto anche il ruolo di amministrazione unico di Rovigo Expò S.P.A fino al 2009 quando ha rassegnato le dimissioni .
Fa parte del consiglio di amministrazione di Rovigo Banca .

### Elezione a deputato
Alle elezioni politiche del 2006 viene eletto deputato della XV legislatura della Repubblica Italiana nella circoscrizione VII Veneto per Forza Italia.

## Controversie
Giuseppe Fini è stato al centro di un caso di cronaca per una sul Darfur (cit. "Il Darfur sono cose fatte in fretta") durante l'intervista di Sabrina Nobile per il programma Le Iene